# Hackenfuß
Ein Hackenfuß (lat. Pes calcaneus) ist eine Fußfehlstellung, bei der der Fuß nach oben abknickt (Dorsalflexion bzw. -extension) und sich die Fußsohle nach außen dreht (Pronation), so dass der Patient nur noch auf der Ferse gehen kann. Die Fehlstellung ist angeboren oder wird erworben durch Poliomyelitis (Kinderlähmung) oder Trauma.

## Ursache
Der sogenannte Hackenfuß wird verursacht durch eine Verletzung oder Quetschung des Schienbeinnervs (Nervus tibialis). Dieser Nerv versorgt unter anderem den Wadenmuskel Musculus triceps surae, der normalerweise den Fuß senkt und einwärts dreht. Durch den Ausfall des Nervs wird der Muskel nicht mehr tätig, und der Fuß kann nur noch bedingt zum Boden abgesetzt werden (Plantarflexion).
Dieser Ausfall des Nervus tibialis kann auch die tiefe Beugerloge am Unterschenkel betreffen.
Es gibt angeborene Formen auch im Rahmen von Syndromen wie das extrem seltene Xte-Syndrom.

## Behandlung
Die konservative Therapie besteht in Redressement (manuelle und apparative Korrektur und Überkorrektur mit anschließender Fixation), eine Alternative ist eine Operation.